# Anneau Townend
Pour les articles homonymes, voir Townend.

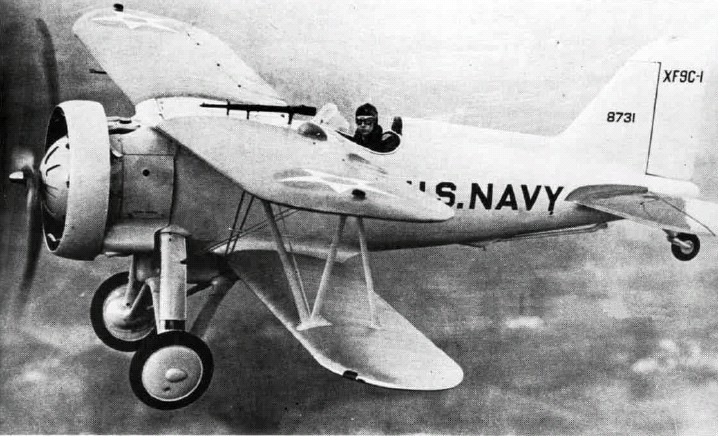
Le prototype Curtiss XF9C-1 Sparrowhawk, équipé d'un anneau Townend.

Un anneau Townend (en anglais : « Townend ring ») est un anneau de refroidissement à corde étroite installé autour des cylindres d'un moteur en étoile d'un avion, permettant de réduire sa traînée et d'améliorer son refroidissement.

## Conception et développement
L'anneau Townend fut l'invention du Dr Hubert Townend, du National Physical Laboratory, au Royaume-Uni, en 1929. Les brevets furent soutenus par Boulton & Paul Ltd la même année.
Aux États-Unis, il était souvent désigné « drag ring » (anneau de traînée). Il permettait de réduire la traînée produite par les moteurs en étoile et fut largement utilisé dans les concepts d'avions à grande vitesse des années 1930 à 1935, avant que les carénages NACA se généralisent et prennent leur place dans l'emploi courant.
Il a également été dit que l'anneau exploitait l'effet Meredith pour créer de la poussée vers l'avant en tirant parti de l'expansion de l'air lorsqu'il traversait le moteur et était réchauffé à son contact. Bien qu'il soit théoriquement possible de créer de la poussée en expulsant de l'air réchauffé à grande vitesse, ce phénomène était en pratique imperceptible, car les vitesses, les différences de températures et les faibles débits invoqués étaient bien trop faibles pour tirer un quelconque gain de performances par ce procédé. Le système aurait dû avoir un dessin très différent pour atteindre des vitesses ayant réellement un impact positif sur les performances.
Les anneaux Townend équipèrent par exemple les Boeing P-26 Peashooter, Douglas O-38, Vickers Wellesley, Westland Wallace et Gloster Gauntlet. Les premières déclarations décrivirent ce système comme étant supérieur à celui du NACA, mais des comparaisons effectuées ultérieurement démontrèrent en fait que les avions équipés d'anneaux Townend avaient des performances inférieures à celles de ceux équipés de carénages NACA lorsqu'ils volaient à des vitesses supérieures à 400 km/h.

### Articles
- (en) J. D. North, « Engine Cowling : With Special Reference to the Air-cooled Engine », Flight International magazine (supplément « The Aircraft Engineer »), vol. 24, no 1311,‎ 8 février 1934, p. 133–137 (lire en ligne).
- (en) J. D. North, « Engine Cowling », Flight International magazine (supplément « The Aircraft Engineer »), vol. 9, no 97,‎ 22 février 1934, p. 174a–174f (lire en ligne).
- (en) « Engine Cowling », Flight International magazine, vol. 21, no 1312,‎ 15 février 1934, p. 157–158 (lire en ligne).